# 鏟斗機

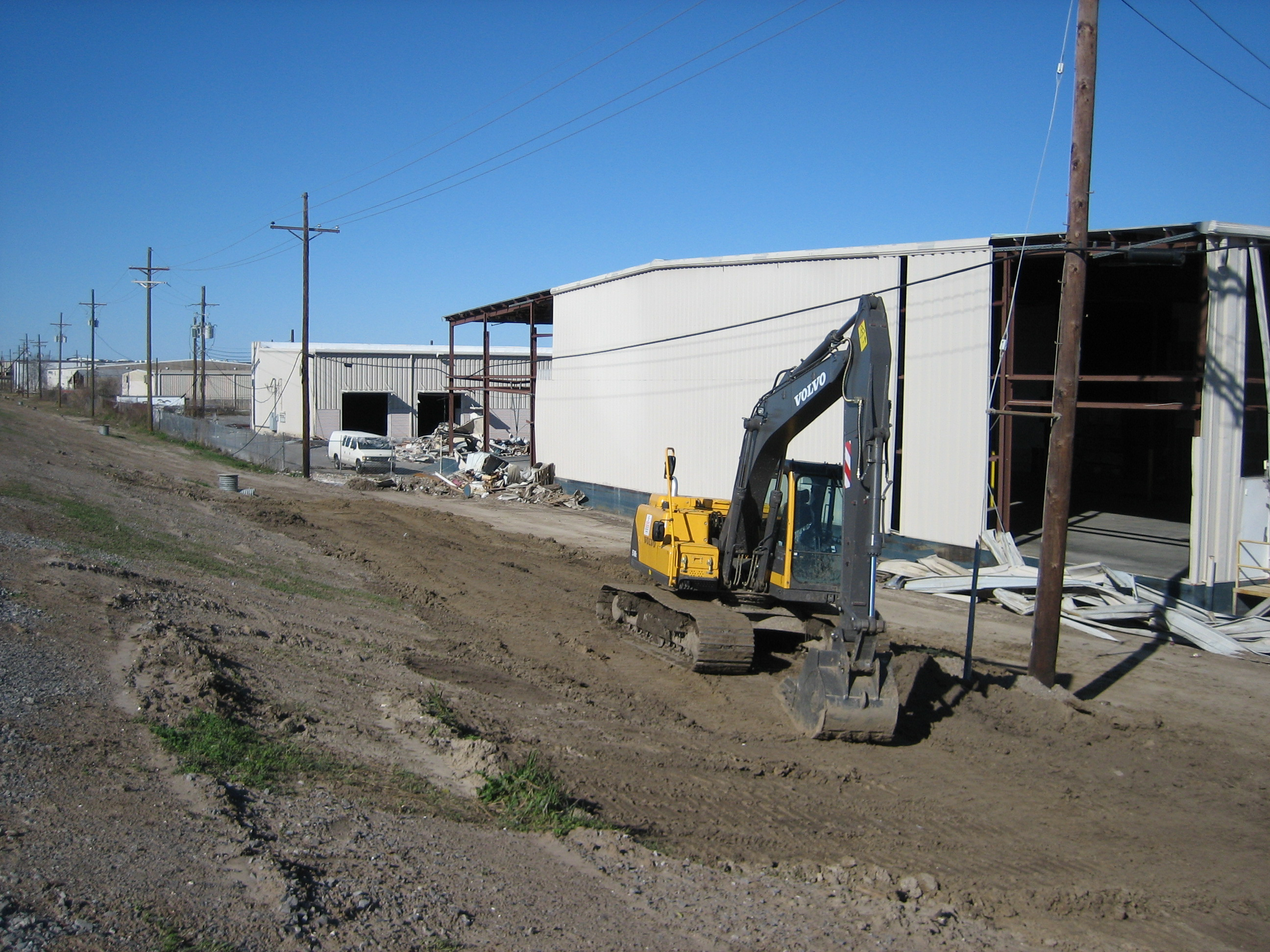

挖掘機，专业术语液压挖掘机，有正铲和反铲两种，一般通常见到是液压反铲挖掘机，适应于平常的建筑工地及工程施工，而液压正铲挖掘机则一般适应于大型矿山开挖装卸。臺灣称“鏟斗機”，俗稱雞頭或反鏟。因其多工性，為建築工程最常見的機械之一。
挖掘機機身下盤為履帶車輪，上盤為動力機身，前裝固定桁架，架上裝置鏟臂，可以俯仰，鏟臂前端為鏟斗，作業時，將鏟斗貼向地層，以鏟臂施力向前鏟挖，土方即進入斗內，機身旋轉，使鏟斗就棄土位置，將鏟斗底蓋開啟，土方即自行卸落，完成一次鏟行為。
鏟斗作業早期為鋼索駛動，機體行走為柴油引擎。挖掘機適於平地山坡土壤、軟岩及爆鬆後之岩石等挖方。
下盤履帶車輪令挖掘機可行走於不良地面，可用以壓實地面。
上盤機械臂可接上不同的部件，如鏟斗，可挖土。

## 相關連結
土木工程施工機械表